# Azálea (keresztnév)
Az Azálea újabb névadás az azálea növény nevéből.

## Gyakorisága
Az újszülötteknek adott nevek körében az 1990-es években szórványosan fordult elő. A 2000-es és a 2010-es években sem szerepelt a 100 leggyakrabban adott női név között.
A teljes népességre vonatkozóan az Azálea sem a 2000-es, sem a 2010-es években nem szerepelt a 100 leggyakrabban viselt női név között.

## Névnapok
- december 24.[2]

## Híres Azáleák
- Iggy Azalea ausztrál énekesnő